# Cho Kyu-kwang

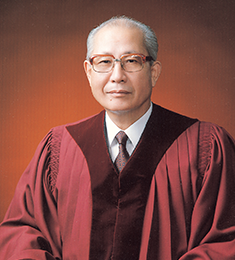
Cho Kyu-kwang

Cho Kyu-kwang (* 4. April 1926; † 24. Dezember 2018) war ein südkoreanischer Jurist. Von September 1988 bis September 1994 war er Richter und Vorsitzender des Verfassungsgerichts.

## Leben
Cho Kyu-kwang besuchte weiterführende Schulen sowohl in Korea als auch in Japan. 1948 graduierte er am College of Fine Arts and Science der Seoul National University mit dem Hauptfach Politikwissenschaften und wurde ein Jahr später zu den Bar-Prüfungen zugelassen. Anschließend war er als Richter am Bezirksgericht Seoul (1951), am Berufungsgericht Seoul (1960) und Zivilgericht Seoul (1964) tätig, bevor er von 1966 bis 1988 als Rechtsanwalt wirkte.
Am 12. September 1988 nominierte Präsident Roh Tae-woo Cho zusammen mit Kim Yang-kyun und Choe Kwang-ryool als Richter für das Verfassungsgericht und Cho als dessen ersten Vorsitzenden. Am 15. September ratifizierte die Nationalversammlung Cho als Vorsitzenden und am 19. September ernannte Roh Tae-woo Cho Kyu-kwang zum Richter und Vorsitzenden des Verfassungsgerichts. Der erste Antrag zur Überprüfung der Verfassungsmäßigkeit wurde am 8. November 1988 vom Obersten Gerichtshof eingereicht; der Antrag selbst stammte noch von Cho, der den Antragsteller als Anwalt vor dem Obersten Gerichtshof vertreten hatte. Als der Fall das Verfassungsgericht erreichte, zog sich Cho selbst von dem Fall zurück. Die Amtszeit von Cho endete am 14. September 1994, sein Nachfolger als Vorsitzender wurde Kim Yong-joon. Nach seiner Amtszeit arbeitete Cho wieder als Rechtsanwalt.
2008 wurde Cho Kyu-kwang der 2005 zu Ehren Kim Do-changs gestiftete Mokchon Law Award für seine Bemühungen als erster Vorsitzender des Verfassungsgericht verliehen.